# Superwaba
 (juillet 2018).
Si vous disposez d'ouvrages ou d'articles de référence ou si vous connaissez des sites web de qualité traitant du thème abordé ici, merci de compléter l'article en donnant les références utiles à sa vérifiabilité et en les liant à la section « Notes et références ».
SuperWaba est une machine virtuelle Java accompagnée d'une bibliothèque ciblant les besoins des entreprises. Elle est optimisée pour des plateformes mobiles avec de petits écrans (téléphones, smartphones, assistant personnel).
La plateforme est distribuée sous la licence GNU GPL.